# Milo Ventimiglia
Milo Anthony Ventimiglia (Anaheim, Califórnia, 8 de julho de 1977) é um ator norte-americano conhecido por papéis como o bad-boy Jess Mariano na série Gilmore Girls, Peter Petrelli na série Heroes e a mais recente atuação como Jack Pearson na série This Is Us, sucesso de crítica nos EUA que lhe valeu três nomeações para os Emmy's.

## Biografia
Milo Ventimiglia nasceu em Anaheim, no estado da Califórnia e foi criado em Orange County no mesmo estado. A sua mãe, Carol tem ascendência escocesa e inglesa e o seu pai, Peter, tem ascendência italiana e é um veterano da Guerra do Vietname. O sobrenome de Milo significa "vinte milhas" e é o nome de uma vila em Liguria, na Itália que mais tarde deu o nome à cidade de Ventimiglia di Sicilia. Os membros desta família dizem descender de nobreza italiana da Idade Média.
Milo é o mais novo de três filhos. Tem duas irmãs mais velhas, Leslie e Laurel. Numa entrevista ao USA Today, Milo explicou que a sua boca é ligeiramente torta por ter nascido com nervos mortos no lado esquerdo da face. Esta é uma condição que partilha com o ator Sylvester Stallone com quem trabalhou no filme Rocky Balboa, filme onde interpretou o papel do seu filho.
Milo completou o ensino secundário no liceu El Moderna em Orange, Califórnia. Enquanto estudava no liceu, praticava luta livre e participava em peças de teatro e foi presidente da associação de estudantes. Depois de terminar o liceu em 1995, Milo passou o verão a tirar um curso no American Conservatory Theater. Ainda nesse ano, iniciou os seus estudos na UCLA no curso de teatro e, mais tarde, conseguiu uma bolsa de estudos para o American Conservatory Theatre em São Francisco.

## Carreira

### Representação
Milo iniciou a sua carreira aos 18 anos. O seu primeiro papel de destaque foi o de um adolescente homossexual em Must Be Music, uma curta-metragem incluída no filme Boy's Life 2. Depois de trabalhar no filme, Milo continuou com os seus estudos na UCLA antes de conseguir um pequeno papel na série The Fresh Prince of Bel Air. Nos anos seguintes teve pequenas participações em séries como CSI: Crime Scene Investigation, Sabrina, the Teenage Witch, Law and Order: Special Victims Unit e Boston Public. O seu primeiro papel como protagonista surgiu em 2000 na série Opposite Sex do canal Fox. Porém, a série foi cancelada após apenas 8 episódios.

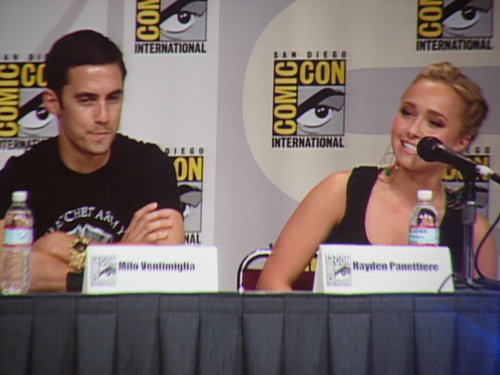
Milo Ventimiglia com Hayden Panettiere, numa apresentação de Heroes na Comic Con.

Entre 2001 e 2004, Milo interpretou o papel de o tornou conhecido, Jess Mariano em Gilmore Girls. A sua personagem foi apresentada na segunda temporada da série e fez parte do elenco principal durante duas temporadas. A partir da terceira temporada, o papel de Milo passou a ser recorrente. A certa altura, o canal WB pensou fazer um spin-off de Gilmore Girls centrado na personagem de Jess, mas os custos elevados de filmagens em Venice Beach levaram a que a ideia fosse descartada.
Na terceira e última temporada da série American Dreams, Milo interpretou o papel de Chris Pierce, o namorado rebelde da personagem Meg Pryor (interpretada por Brittany Snow). Em 2005, protagonizou a série The Bedford Diaries. Milo não teve de fazer uma audição para este papel visto que os produtores o queriam apenas a ele. A série foi cancelada após apenas 8 episódios uma vez que foi descartada pelo novo canal CW que substituiu o WB na temporada seguinte.
Fora da televisão, Milo teve papéis secundários em filmes como Cursed, Stay Alive e Dirty Deeds. Em 2006 interpretou o papel do filho de Rocky no filme Rocky Balboa.
Durante quatro temporadas, Milo protagonizou a série Heroes no papel de Peter Petrelli, um enfermeiro de cuidados paliativos que descobre que consegue absorver os poderes de outras pessoas. Entre temporadas, Milo protagonizou o filme de terror Pathology, onde interpreta o papel de um médico e teve papéis secundários em Gamer, um filme de ficção científica protagonizado por Gerard Butler, e Armored, um thriller protagonizado por Matt Dillon e Jean Reno. Participou ainda do videoclipe da música "Big Girls Don't Cry" da cantora Fergie.
Após o fim de Heroes, a carreira no cinema de Milo passou maioritariamente por papéis secundários. Os filmes com mais destaque em que participou foram That's My Boy, uma comédia protagonizada por Adam Sandler e Andy Samberg, Grown Ups 2, também com Adam Sandler e Grace of Monaco, protagonizado por Nicole Kidman e Tim Roth e onde interpreta o papel de Rupert Allan.
Na televisão, protagonizou as séries Chosen, onde interpreta o papel de Ian Mitchell, um advogado que se torna assassino, e The Whispers, onde interpreta o papel de Sean Bennigan. Em 2015 interpretou o papel de Jason Lennon/ O Ogre, um assassino na série Gotham.
No outono de 2016 estreou a série This is Us, que Milo protagoniza no papel de Jack Pearson, o patriarca de uma família da classe média no final dos anos 1980. A série foi bastante elogiada pela crítica e Milo foi nomeado para três Emmy's entre 2017 e 2020 pela mesma.
Ainda em 2016, Milo participou em três episódios do reavivamento de Gilmore Girls, retomando o papel de Jess Mariano.

### Trabalho como produtor
Milo trabalhou como realizador da segunda unidade nas campanhas publicitárias do canal WB em 2003 e 2004. Tem uma empresa de produção, a Divide Pictures que gere com o seu melhor amigo, Russ Cundiff que também trabalhou com o canal. Milo desenvolveu uma mini-série chamada It's a Mall World para uma campanha publicitária da marca de roupa American Eagle Outfitters. Os episódios foram lançados na internet e transmitidos pela MTV nos intervalos do reality show The Real World em agosto de 2007.
Em 2005, a Divide Pictures criou a DSC, ou Divide Social Club, uma rede social que une pessoas de acordo com os seus gostos. Milo, o amigo Russ Cundiff e a Divide Pictures juntaram-se para produzir a série de comédia REST. A série segue a história de John Barret, um nova-iorquino cuja vida muda quando se torna viciado numa droga que não o deixa dormir.

## Vida pessoal

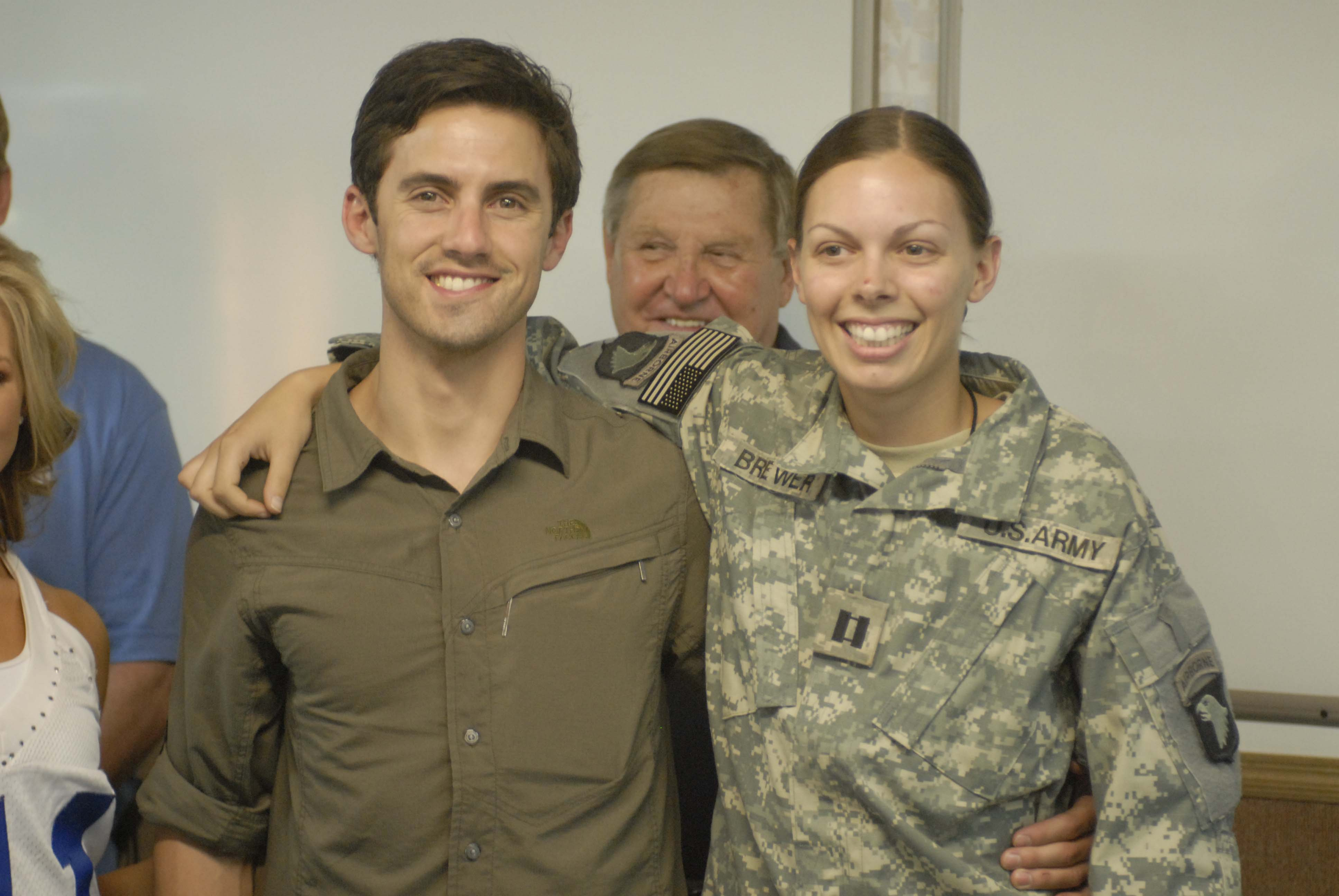
Milo Ventimiglia com militares na sua missão com a USO.

Milo é lacto-vegetariano desde o nascimento e foi eleito o vegetariano mais sexy do mundo pela PETA em 2009. Além disso, não fuma, nem bebe álcool.
Namorou com a atriz Alexis Bledel, com quem trabalhou em Gilmore Girls entre 2003 e 2006 e com Hayden Panettiere, a sua colega de Heroes, entre 2007 e 2009.
Entre 6 e 12 de julho de 2008, Milo participou numa missão da United Service Organization de apoio a soldados americanos no Kuwait, Iraque e Afeganistão. Ele apoia e trabalha bastante com a Afghanistan Veterans of America, uma organização de apoio a soldados veteranos da Guerra do Afeganistão. Em abril de 2009 apoiou a organização no lançamento de uma campanha publicitária a nível nacional para o site SupportYourVet.org que providencia meios de apoio às famílias e amigos de soldados das Guerras do Iraque e do Afeganistão no período de transição de um cenário de guerra para uma vida quotidiana.

## Filmografia

### Filmes
| Ano  | Título                | Papel                 | Notas          |
| ---- | --------------------- | --------------------- | -------------- |
| 1997 | Boys Life 2           | Jason                 |                |
| 1999 | She's All That        | Jogador de futebol    |                |
| 1999 | Speedway Junky        | Travis                |                |
| 2000 | Massholes             | Doc                   |                |
| 2001 | Nice Guys Finish Last | Josh                  | Curta-metragem |
| 2003 | Winter Break          | Matt Raymand          |                |
| 2005 | Cursed                | Bo                    |                |
| 2005 | Dirty Deeds           | Zach Harper           |                |
| 2006 | Intelligence          | Colin Mathers         | Curta-metragem |
| 2006 | Stay Alive            | Loomis Crowley        |                |
| 2006 | Rocky Balboa          | Robert Balboa Jr.     |                |
| 2008 | Pathology             | Dr. Ted Grey          |                |
| 2009 | Gamer                 | Rick Rape             |                |
| 2009 | Armored               | Officer Jake Eckehart |                |
| 2010 | Order of Chaos        | Rick                  |                |
| 2011 | The Divide            | Josh                  |                |
| 2012 | Esse é o meu Garoto   | Chad Martin           |                |
| 2012 | Static                | Jonathan Dade         |                |
| 2013 | Kiss of the Damned    | Paulo                 |                |
| 2013 | Gente Grande 2        | Frat Boy Milo         |                |
| 2013 | Breaking at the Edge  | Ian Wood              |                |
| 2013 | Killing Season        | Chris Ford            |                |
| 2014 | Grace of Monaco       | Rupert Allan          |                |
| 2014 | Tell                  | Ethan Tell            |                |
| 2015 | Walter                | Vince                 |                |
| 2015 | Wild Card             | Danny DeMarco         |                |
| 2016 | Madtown               | Denny Briggs          |                |
| 2017 | Sandy Wexler          | Barry Bubatzi         |                |
| 2017 | Devil’s Gate          | Jackson Pritchard     |                |
| 2018 | Creed II              | Robert Balboa Jr.     |                |
| 2018 | Uma Nova Chance       | Trey                  |                |
| 2019 | Meu Amigo Enzo        | Denny Swift           |                |

### Televisão
| Ano       | Título                              | Papel                   | Notas                               |
| --------- | ----------------------------------- | ----------------------- | ----------------------------------- |
| 1995      | The Fresh Prince of Bel-Air         | Party Guest #1          | Episódio: "Bourgie Sings the Blues" |
| 1996      | Sabrina, the Teenage Witch          | Letterman               | Episódio: "Terrible Things"         |
| 1996      | Saved by the Bell: The New Class    | Greg                    | Episódio: "Hospital Blues"          |
| 1997      | EZ Streets                          | Jovem Cameron Quinn     | Episódio: "A Terrible Beauty"       |
| 1998      | Brooklyn South                      | Johnny Mancuso          | Episódio: "Hospital Blues"          |
| 1998      | Kelly Kelly                         | Steve Spencer           | Episódio: "Bye Bye Baby"            |
| 1998      | One World                           | Eric                    | Episódio: "Community Service"       |
| 1999      | Promised Land                       | Tony Brackett           | Episódio: "In the Money"            |
| 2000      | Opposite Sex                        | Jed Perry               | Elenco Regular; 8 episódios         |
| 2000      | CSI: Crime Scene Investigation      | Bobby Taylor            | Episódio: "Friends & Lovers"        |
| 2001–2006 | Gilmore Girls                       | Jess Mariano            | 37 episódios                        |
| 2003      | Windward Circle                     | Jess Mariano            | Piloto                              |
| 2003      | Boston Public                       | Jake Provesserio        | 3 episódios                         |
| 2003      | Law & Order: Special Victims Unit   | Lee Healy               | Episódio: "Escape"                  |
| 2004–2005 | American Dreams                     | Chris Pierce            | 12 episódios                        |
| 2006      | The Bedford Diaries                 | Richard Thorne III      | Elenco Regular; 8 episódios         |
| 2006–2010 | Heroes                              | Peter Petrelli          | Elenco Regular; 70 episódios        |
| 2008      | Robot Chicken                       | Arqueiro Verde (voz)    | Episódio: "They Took My Thumbs"     |
| 2010      | The Webventures of Justin and Alden | Ele mesmo               | Episódio: "The Last Episode"        |
| 2011      | Suite 7                             | Milo                    | Episódio: "That Guy"                |
| 2011      | The Temp Life                       | Cook                    | 2 episódios                         |
| 2011      | Wolverine                           | Wolverine / Logan (voz) | 12 episódios                        |
| 2013      | Mob City                            | Ned Stax                | Elenco Regular; 6 episódios         |
| 2013      | Chosen                              | Ian Mitchell            | Elenco Regular; 11 episódios        |
| 2015      | Gotham                              | Jason Lennon / The Ogre | 3 episódios                         |
| 2015      | The PET Squad Files                 | Cash Buggiardo          | 4 episódios                         |
| 2015      | The Whispers                        | Sean Bennigan           | Elenco Regular; 13 episódios        |
| 2015      | The League                          | Agent Baker             | Episode: "The Block"                |
| 2015–2016 | Ultimate Spider-Man                 | Spider-Man Noir (voz)   | 4 episódios                         |
| 2016      | Relationship Status                 | Jack                    | 3 episódios                         |
| 2016      | Gilmore Girls: A Year in the Life   | Jess Mariano            | 2 episódios                         |
| 2016–2022 | This Is Us                          | Jack Pearson            | Elenco Regular                      |

### Videoclipes
| Ano  | Artista         | Título                     | Papel             | Notas |
| ---- | --------------- | -------------------------- | ----------------- | ----- |
| 2007 | Fergie          | "Big Girls Don't Cry"      | Interesse amoroso |       |
| 2014 | Priyanka Chopra | "I Can't Make You Love Me" | Interesse amoroso |       |

### Vídeo games
| Ano  | Título         | Papel           | Notas    |
| ---- | -------------- | --------------- | -------- |
| 2011 | X-Men: Destiny | Grant Alexander | Dublagem |

### Diretor
| Ano  | Título                    | Notas                                |
| ---- | ------------------------- | ------------------------------------ |
| 2007 | It's a Mall World         | Minissérie; 13 episódios             |
| 2009 | Dave Knoll Finds His Soul |                                      |
| 2010 | Ultradome                 | Episódio: Han Solo vs. Indiana Jones |
| 2011 | Suite 7                   | Episódio: "That Guy"                 |

### Produtor
| Ano  | Título                    | Notas                            |
| ---- | ------------------------- | -------------------------------- |
| 2007 | It's a Mall World         | Produtor; 13 episódios           |
| 2007 | Winter Tales              | Produtor                         |
| 2009 | Dave Knoll Finds His Soul | Produtor executivo               |
| 2010 | Ultradome                 | Produtor executivo; 3 episódios  |
| 2011 | Suite 7                   | Produtof; episódio: "That Guy"   |
| 2012 | Static                    | Produtor executivo               |
| 2013 | The PET Squad Files       | Produtor executivo; 6 episódios  |
| 2013 | Chosen                    | Produtor executivo; 18 episódios |
| 2014 | Tell                      | Produtor                         |

### Escritor
| Ano  | Título    | Notas      |
| ---- | --------- | ---------- |
| 2010 | Ultradome | Co-criador |